# الصرف الصحي في السودان
هو شبكة المجاري وتصريف مياه الصرف الصحي في السودان

## المشروع
كانت العاصمة السودانية بمدنها الثلاث امدرمان الخرطوم وبحري، تعتمد علي تصريف المخلفات السائلة عن طريق الانظفة البسيطة في الدرجات الأولي والثانية ومراحيض الحفر في اجزاء كبيرة منها وفي الدرجات الثالثة والشعبية كما ان استعمال تنوكة التحليل طريقة للتصريف معمولا به في الدرجات الاولي وميسوري الحالة في الدرجات الأخرى والمنشئات الكبري مثل الجامعات والفنادق وخلافه. حتى جاءت الفكرة لانشاء مشروع الصرف الصحي منذ عام 1939م ولكن تأخرت الفكرة في التنفيذ لظروف الحرب العالمية الثانية حتى بدأت الدراسة والإنشاء والتنفيذ لمشروع مجاري الخرطوم كمرحلة أولي في عام 1954م. وبسبب عدة أعطال فنية تعاني العاصمة الآن من مشاكل في الصرف الصحي وتسربات تزعج المواطنين الذين استاءوا من ذلك الوضع.

### المشكلة
في السودان تعد إشكالية الصرف الصحي ذات تعقيد مركب ناتج عن ضعف تغطية شبكة الصرف الصحي والتي لا تتجاوز 2% (إثنين في المائة) من سكان العاصمة القومية الخرطوم، بحسب دراسة استقصائية ميدانية أجريت بواسطة جامعة الخرطوم، كما لا توجد شبكات مدن ولا محطات معالجة خارج العاصمة الخرطوم. ولهذا فإن تقديم حلول فاعلة وناجحة يعد ذا أولوية خاصة في أي من مشاريع الإسكان والتشييد

### الحل
لما يحدث في العالم تبين أن الإتجاه العام الذي ينتهجه العلم الحديث هو استخدام محطات معالجة مصغرة لامركزية Package Sewage Treatment Plants تغطي منطقة محددة (حي أو مربع) أو منشأة (مستشفى، مجمع سكني، معسكر) تنتج عن هذه المعالجة مياه مقبولة لإعادة التدوير، يمكن الإستفادة منها كرة أخرى لري الأشجار وتكوين أحزمة خضراء تصلح البيئة وتنفع الناس من حولها. وبذا يكون الصرف الصحي خادما للبيئة ومفيدا وإيجابيا بدلا ان يكون سببا للتلوث والآثار السالبة على البيئة والمجتمع

### التنفيذ
تم تصميم المشروع بواسطة المهندس الاستشاري هاوارد هامفيرز، وقامت بالتنفيذ شركة هاربلس أن ريدقواي الانجليزية كما كان مجلس بلدي الخرطوم ووزارة الحكومة المحلية أنذاك هم اصحاب المشروع.
أما مشروع مجاري الخرطوم بحري فتمت دراسته في عام 1961م وقام بتصميم المشروع شركة ماندن هول دانيالمان جانسون الامريكية، كما تم التنفيذ بواسطة شركة سي اتش ليفل الأمريكية أيضاً وأكتمل المشروع في عام 1971م وبدأ التشغيل فيه أكتوبر من العام 1971م وقد توقف المشروع علي المرحلة الأولي التي شملت المنطقة الصناعية أثر قطع العلاقات بين السودان وامريكا أبان حرب القنال – وظل المشروع قاصراً علي المنطقة الصناعية وكوبرولم يشمل المراحل الأخرى كالمنطقة السكنية واطراف المدينة – وكان مشروع مجاري الخرطوم يشرف عليه ادارياً مجلس بلدي الخرطوم بحري.
تم دمج مشروع مجاري الخرطوم – مشروع مجاري الخرطوم بحري ليكونا ما يسمي بإدارة الهندسة الصحية والتي شملها التغيير أخيراً لتسمي إدارة الصرف الصحي والتي انبثقت عنها شركة الخرطوم للصرف الصحي عام 1992م وحالياً تعمل تحت مسمي شركة الخرطوم للمياه والخدمات والمسؤلة الآن عن أعمال الصيانة والتسير لمشاريع الصرف الصحي بالولاية من خطوط وطلمبات ضخ وحقول تنقية.
كما ظلت إدارة الصرف الصحي السابقة مسؤلة عن الاشراف العام والاستشارات تحت وزارة التخطيط العمراني والمرافق العامة.
بدأ التفكير في قيام الهيئات الخدمية داخل الوزارة لتوسع العمل في المجال الخدمي الهندسي وتقديم الخدمة المطلوبة الممتازة لمواطني الولاية في مجال الصرف الصحي والطرق وغيرها لتعمل تحت مظلة البني التحتية بموجب قانون الهيئات المجاز عليه تم تكوين هيئة الصرف الصحي التي تقع عليها أعباء جسيمة في المرحلة القادمة في مراقبة مشاريع الصرف الصحي بالولاية وتنفيذ القوانين البيئية للحفاظ علي الشبكة والبيئة.
أما مدينة امدرمان فلم يكن بها صرف صحي وظلت تعمل بالنظم التقليدية للصرف الصحي مراحيض الحفرة وتنوكة التحليل وخلافه.
أما في مدينة الخرطوم فان الصرف الصحي لايغطي الا حوالي 10% من المنطقة وفي بحري لايغطى أكثر من 1% من المرافق المأهولة.

### الصرف الصحي بولاية الخرطوم
طرأت زيادات كبيرة في التعداد السكاني نتيجة لعدة عوامل أهمها الهجرة من الريف الي الحضر طلباً في كسب العيش والعوامل الاجتماعية للسعي وراء العلم في كليات العاصمة. كما أن المشاكل البيئية من تصحر وجفاف وعدم الاستقرار الامني أدى الي النزوح الي العاصمة واجزاء أخرى من الولاية بحثاً للآمن والسلامة بالإضافة الي نسبة النمو السكاني. علي أن ما نشهد الآن من امتدادات سكنية وعمرانية افقياً وراسياً يعزى الي الزيادة غير المتوقعة في السكان. واتبعت ولاية الخرطوم وعلي رأسها العاصمة القومية المكونة من الثلاث مدن نظام الصرف التقليدي القديم منذ امد بعيد – فنظام المراحيض البلدية وتنوكة التحليل لايزال هو السائد علي نطاق الولاية والعاصمة القومية. ولما كان هذا النظام غير صحي ولايتماشي والتطور المنشود لعاصمة البلاد بالإضافة الي تكاليفه الباهظة في توفير المعينات وطرق النقل الي خارج العاصمة واستقلال مساحات كبيرة من الأراضي لحفر ودفن هذه المواد بالإضافة الي أن هذه العملية لها أثار بيئية في تلوث المياه الجوفية وهنالك نقص كبير في العمالة والآليات المطلوبة للعمل.

### التكوين
يتكون مشروع مجاري الخرطوم من شبكة من المواسير الانسيابية المصنوعة من مادة الأسبستوس يبلغ طولها حوالي 146 كلم طولي باقطار تتراوح ما بين 150 -700 ملي.وقد قسمت المنطقة التي يغطيها المشروع الي حوالي 15 منطقة مجاري لتغطي أحياء قلب الخرطوم المقرن – الخرطوم1 والخرطوم 2 والخرطوم3 وسكنات الجيش شرقاً ثم إضافة صغيرة لتشمل المعرض الدولي الآن. كما أضيف امتداد العمارات في 1962م ليضيف حوالي 400 قطعة للمشروع بزيادة وقد بلغت 280.000 جالون في اليوم آنذاك كما شمل أيضاً المشروع المنطقة الصناعية غرب شارع الحرية علي أن التغطية في الوقت الحاضر للمستفيدين من خدمات الصرف الصحي لاتزيد علي 10-8% من مساحة الخرطوم لتبقي حوالي 90% من الخرطوم يستعمل بدائل الصرف الصحي المتاحة والتقليدية. وبما ان اراضي الخرطوم تعتبر شبه مسطحة وهنالك انحدار طبيعي واضحاً الي ناحية الشمال متاخماً للنيل بالإضافة الي ان المشروع نفسه قد صممم معاكساً للانحدار الطبيعي.

### الهيكل
بعد الضغط الكبير على الشبكة القديمة بسبب زيادة الكثافة السكانية، وأدى ذلك لزيادة محطات الضخ والرفع والتي بلغت ثلاثة عشر محطة منها حوالي ثلاثة محطات كبيرة للضخ وعشرة محطات صغيرة حيث ترسل المياه المتخلفة من المنازل بواسط هذه المحطات الي حقل التنقية بالقوز ومحطة ود دفيعة بمحلية شرق النيل. حتى صار عدد المحطات 16 محطة بعد إعادة التأهيل بالعون الياباني حيث اضيفت المحطة 21 والمحطة 20 والمحطة 30 وحقل التنقية الجديد نسيباً والذي اقيم جنوب الصحافة بسوبا وتم تأهيله أيضاً بالعون الياباني.